# Polizia stradale

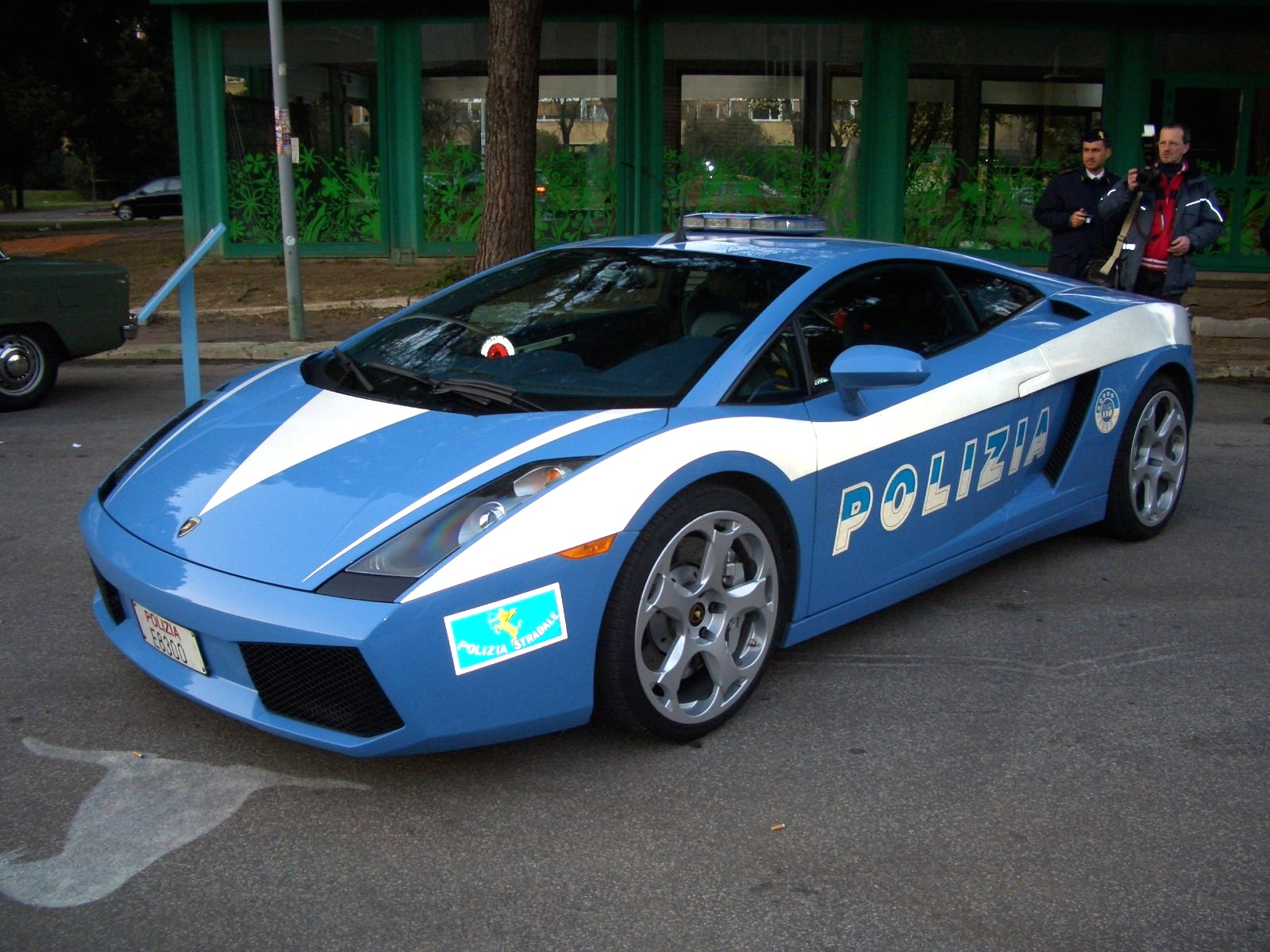
Una Lamborghini Gallardo in dotazione

La Polizia stradale, detta anche Polstrada o Stradale, è una specialità della Polizia di Stato italiana e si occupa principalmente del controllo e della regolazione della mobilità su strada. I suoi compiti sono individuati all'art. 11 del Codice della Strada (Decreto Legislativo 30.4.1992, n. 285 e successive modifiche).

## Storia
Primi reparti di polizia "stradale" in Italia fecero la loro comparsa nel 1926 per decisione della Provincia di Verona, la prima ad istituire un servizio di polizia sulla propria rete viaria. Gli agenti, armati di moschetto, percorrevano le strade della provincia in operazioni di pattugliamento. Successivamente fu la volta della Provincia di Brescia, che affidò le operazioni di polizia stradale alla Milizia Volontaria per la Sicurezza Nazionale (MVSN), e, nel maggio dello stesso anno, della Provincia di Milano, che organizzò due squadre di polizia stradale che si suddividevano il controllo della rete viaria a nord e a sud del capoluogo.
Il progetto per creare uno specifico corpo militarizzato preposto alla sorveglianza del traffico stradale venne sottoposto al governo nel 1927 dal Reale Automobile Club d'Italia. Inizialmente rifiutata, la proposta venne riconsiderata e approvata l'anno successivo.
Nel 1928 nacque così la “Milizia della Strada”, come specialità della MVSN, e dopo quattro anni, nel 1932, fu stabilito l'ordinamento del corpo la cui denominazione fu modificata in “Milizia Nazionale della Strada”. Le targhe dei veicoli utilizzati dal servizio riportavano il numero sulla prima riga, seguito dalla sigla "MdS", posta su quella inferiore; le motociclette disponevano anche di una targa anteriore, disposta longitudinalmente sul parafango, come già accadeva nel Regio Esercito e nella Regia Marina.
La Seconda guerra mondiale porterà alla caduta del fascismo e della monarchia, e alla conseguente nascita della repubblica. La polizia, come tutti gli altri corpi militari, dovette fare i conti con un periodo alquanto caotico, durante il quale la stradale utilizzò le Jeep abbandonate dall'esercito statunitense per il servizio di pattuglia e di soccorso; gli uomini utilizzarono per diverso tempo divise diverse tra loro, anche nei fregi del berretto.
Nell'immediato dopoguerra, con decreto legislativo del capo provvisorio dello Stato 26 novembre 1947 n. 1510, e grazie all'attività del Generale Mario De Benedittis, eroe di guerra, venne costituita la Polizia stradale repubblicana, che farà parte, come specialità, della Polizia di Stato. Fu poi istituito a Cesena il C.A.P.S. (Centro Addestramento della Polizia di Stato), per la formazione specifica.

## Struttura[5]
La Polizia Stradale è gestita dalla Direzione centrale per la polizia stradale, ferroviaria, delle comunicazioni e per i reparti speciali della Polizia di Stato, una direzione facente parte del Dipartimento della Pubblica Sicurezza presso il Ministero dell'Interno.
Territorialmente la Polstrada è suddivisa in:
- Compartimenti di Polizia stradale
- C.O.P.S.
- Sezioni di Polizia stradale
- Unità operative distaccate di Polizia stradale, articolate in:
  - Sottosezioni ordinarie di Polizia stradale
  - Sottosezioni autostradali di Polizia stradale
  - Sottosezioni miste di Polizia stradale
  - Distaccamenti di Polizia stradale
- Reparto operativo speciale di Polizia stradale, con sede a Roma - Settebagni
- Sezione speciale di Polizia stradale con sede a Cesena
- C.N.A.I. - Centro Nazionale Accertamento Infrazioni

## Competenze[6]
Le principali attività espletate dalle unità della Polizia Stradale sono:
- prevenzione del fenomeno infortunistico
- rilevazione degli incidenti stradali
- accertamento delle violazioni in materia di circolazione stradale

Inoltre, la Polstrada concorre:
- ai servizi di scorta per la sicurezza della circolazione
- ai servizi diretti alla regolazione del traffico
- alla tutela ed al controllo dell'uso del patrimonio stradale
- al concorso nelle operazioni di soccorso
- alla collaborazione alla rilevazione dei flussi di traffico

Gli operatori della Polstrada, poco meno di 12 000 unità, sono sottoposti ad un continuo aggiornamento professionale presso il Centro Addestramento della Polizia di Stato (CAPS) di Cesena, in parallelo con le costanti modifiche al codice della strada e alle tecnologie utilizzate.
Ogni giorno sono impiegate circa 1 500 pattuglie sui 7 000 chilometri della rete autostradale italiana e su 450 000 chilometri di rete stradale primaria nazionale, dove circolano oltre 42 000 000 di veicoli, rendendo l'Italia in assoluto il Paese europeo con il rapporto più alto tra veicoli e cittadini.

Collabora inoltre con il Centro Coordinamento Informazioni sulla Sicurezza Stradale (CCISS) in merito alle notizie sul traffico.

## Automezzi in uso

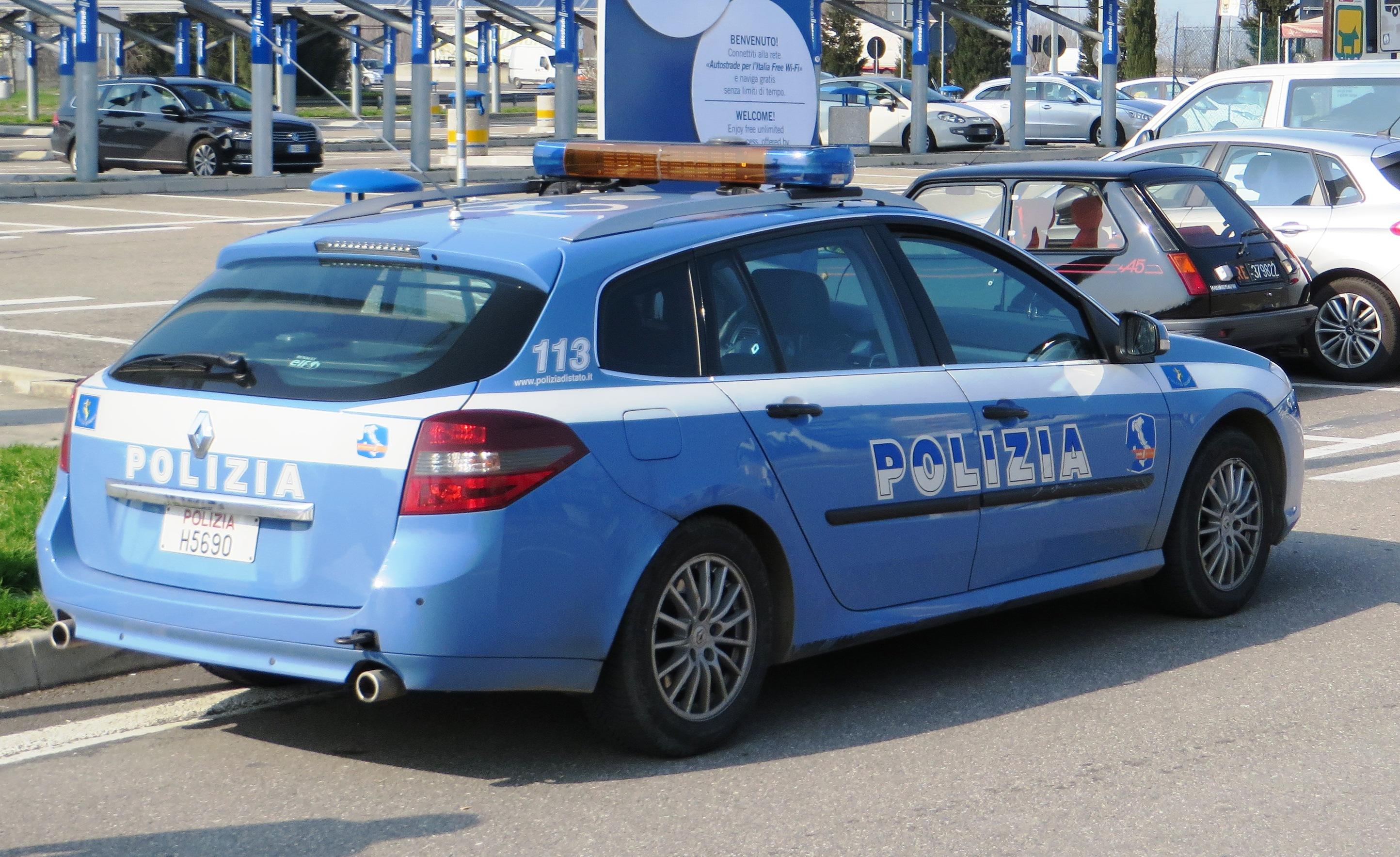
Una Renault Laguna in versione Polstrada. Dal logo della portiera si nota che tale auto è in servizio presso uno dei tratti gestiti da Autostrade per l'Italia

I veicoli e le moto in dotazione alla Polizia stradale possono essere suddivisi in due categorie: quelle che appartengono alla Polizia, e sono utilizzate sulla viabilità ordinaria, e quelle che appartengono alle società concessionarie delle autostrade, e pertanto usate sulle autostrade. In quest'ultimo caso sono le stesse società che acquistano i veicoli necessari alla Stradale per espletare il servizio di polizia stradale; e poiché i tratti autostradali non sono tutti gestiti dalla stessa società, queste ultime contrattano l'acquisto degli automezzi in prima persona con le case automobilistiche. Ciò comporta che non è raro vedere sezioni della Polstrada con automezzi che, in un'altra sezione, non sono presenti. Vi sono però alcuni criteri inderogabili cui le società, quando contrattano, devono richiedere, perciò tutti i veicoli in dotazione alla Stradale possiedono un ampio bagaglio - di solito sono in versione station wagon - i supporti per le armi lunghe in dotazione e quant'altro.
Ecco una lista - non esaustiva - dei mezzi utilizzati dalla Polstrada in anni recenti:
- BMW Serie 3[8]
- BMW R1200 RT[9]
- Fiat Freemont[10]
- Alfa Romeo Giulietta[11]
- Škoda Superb,[12] in uso sulla A22
- Volkswagen Passat VII e VIII[13]
- Hyundai ix35 a idrogeno,[14] esemplare unico in uso sulla A22
- Renault Laguna III[15]
- Due Lamborghini Huracán,[16] sia per il trasporto di organi e sangue, sia per le attività più operative. Una è in servizio a Bologna, l'altra a Roma
- Lamborghini Urus Performante, sia per il trasporto di organi e sangue, sia per le attività più operative
- Tesla Model X